# Sandsæk
En sandsæk er en sæk i kraftigt lærred eller kunststof, der kan fyldes op med sand eller grus.
Sandsække kan bruges i militær sammenhæng til at befæste stillinger, så de er beskyttet imod granatfragmenter eller fjendtlig beskydning. De kan også bruges i humanitær sammenhæng til at dæmme op for vandet ved forhøjet vandstand og oversvømmelser. De er således den mest kendte og anvendte middel til forstærkning eller etablering af diger eller dæmninger og til beskyttelse af lavtliggende bygninger ved at lave barrierer foran døre eller kældervinduer. Fordelene ved brug af sandsække er, at de er mindre enheder, som kan håndteres af en enkelt person, de har mange anvendelsesmuligheder samtidig med at fyldmaterialet kan skaffes nemt. En sandsækkebarriere tilpasser sig desuden en varierende terrænoverflade. Sandsækkebarrierenes stabilitet kan videre forøges, når sækkenes retning, på langs og på tværs, skiftes fra lag til lag.
Der findes flere former for sandsække. Nyere sække erstatter imidlertid i stigende grad sand med andre indholdsstoffer, som både gør sækkene nemmere at transportere og lettere at håndtere.